# Val (Tábori járás)
Val település Csehországban, a Tábori járásban. Val Vlkov, Frahelž, Ponědrážka, Ponědraž, Hatín, Klec, Kardašova Řečice, Lomnice nad Lužnicí, Novosedly nad Nežárkou és Drahov településekkel határos. Lakosainak száma 257 fő (2024. január 1.).

## Népesség
A település lakosságának változását az alábbi diagram mutatja:
| Lakosok száma | 582  | 587  | 587  | 418  | 275  | 241  | 250  | 253  | 257  | 257  |
|               | 1869 | 1890 | 1921 | 1950 | 1980 | 2001 | 2017 | 2019 | 2022 | 2024 |